# Verizon Arena
Verizon Arena (previamente conhecida como Alltel Arena) é uma arena multi-uso situada em North Little Rock, Arkansas.